# Sid Vicious
Sid Vicious, pseudonimo di Simon John Ritchie (Londra, 10 maggio 1957 – New York, 2 febbraio 1979), è stato un bassista e cantante britannico, membro della band punk rock Sex Pistols. Nonostante la morte prematura all'età di 21 anni e una carriera musicale altrettanto breve, Sid Vicious rimane una delle icone della cultura punk.

## Biografia
Nato nel 1957 da John Ritchie, guardia a Buckingham Palace e suonatore semiprofessionista di trombone nella scena jazz di Londra, e da Anne Ritchie (nata McDonald), Vicious ebbe fin da subito un'infanzia difficile: poco dopo la sua nascita il padre lasciò la famiglia e madre e figlio furono costretti a trasferirsi a Ibiza, dove la stessa madre, non avendo nessun sostegno economico da parte del padre, fu costretta a vendere marijuana. Ritornati a Londra, Sid iniziò ad ascoltare ed idolatrare star del glam rock come David Bowie e la band Roxy Music. Nel 1965 Anne sposò Christopher Beverley, il quale morì sei mesi dopo per insufficienza renale; John ne adottò poi il cognome diventando John Beverley. Dal 1965 al 1971 i due vivranno a Tunbridge Wells. Due anni dopo, nel 1973, la madre di Ritchie fu talmente consumata dall'eroina che non sapeva neanche che scuola stesse frequentando il figlio (Ritchie frequentava una scuola che serviva come comunità per studenti che avevano diverse difficoltà).

### Prima dei Sex Pistols
Nello stesso anno John conosce lo studente John Lydon (insieme ad altri due ragazzi che avevano tutti la peculiarità di chiamarsi John e per questo motivo erano conosciuti dagli altri come 'I quattro John'), che gli diede il nome d'arte di Sid Vicious dopo che lo stesso venne morso dal criceto di Lydon, Sid, chiamato così in onore del chitarrista Syd Barrett. In quel periodo Vicious iniziò a frequentare la sempre più nascente scena punk di Londra, tra cui la King's Road, famosa strada che a quegli anni era il centro della musica e della moda: uno dei posti che lui e i suoi amici frequentavano era proprio la boutique Sex di Vivienne Westwood.
Nel 1975, John Lydon, Steve Jones, Glen Matlock e Paul Cook fondano i Sex Pistols, band in cui due anni dopo entra anche Ritchie. Intanto, nel 1976, Vicious fonda, insieme a Keith Levene e Viv Albertine, la band The Flowers of Romance. È proprio qua che cercherà di imparare a suonare il basso semplicemente ascoltando i Ramones.

## Sex Pistols
Il 20 settembre 1976 la sua carriera musicale si limitò a una serata come batterista dei Siouxsie and the Banshees e solo pochi mesi dopo, nel febbraio 1977, in corrispondenza dell'uscita di Glen Matlock dal gruppo, Vicious venne fatto entrare nella band da Lydon. Vicious all'epoca non sapeva suonare bene il basso (e mai imparerà), ma Lydon confidava che avrebbe imparato in fretta e contava sul suo aspetto, che ben si adattava ai mass media.
Vicious suonò per la prima volta con i Sex Pistols il 3 aprile 1977, ma non avendo nessuna esperienza alle sue spalle anche nelle sessioni di registrazione di Never Mind the Bollocks registrò solamente un brano dell'album, Bodies, mentre per tutte le altre canzoni venne sostituito da Steve Jones. Inoltre, lo stesso Vicious era assente alle registrazioni della band a causa di un'epatite dall'uso di droga (da qui si diffuse la leggenda secondo cui la stessa droga gliela procurava la madre, anche lei tossicodipendente). Sempre nello stesso anno, Vicious incontrò Nancy Spungen, groupie americana che in quel periodo viveva a Londra, dal carattere violento ed eroinomane. Nonostante i tentativi di Lydon di tenere Vicious lontano da Nancy, i due si piacquero sin da subito, diventando inseparabili, con disapprovazione anche da parte degli altri membri della band.
Il 28 ottobre 1977 uscì il loro album di debutto (nonché unico), Never Mind the Bollocks, Here's the Sex Pistols e, grazie alla canzone God Save the Queen, l'album raggiunse il numero uno nelle classifiche del Regno Unito rimanendo per ben 48 settimane nella top 75 ottenendo l'etichetta di uno degli album punk più influenti di tutti i tempi. Nel gennaio 1978, i Sex Pistols intrapresero il loro primo tour americano, durante il quale Vicious mostrò comportamenti masochisti sul palco (la scritta 'Gimme a fix', ovvero 'Datemi una dose' incisa sul suo petto con un rasoio è solo uno dei tanti esempi) con insulti rivolti alla folla. Fu proprio quello stesso anno che Lydon decise di porre fine ai Sex Pistols, abbandonando definitivamente l'idea del gruppo e intraprendendo una carriera da solista.

## Dopo i Sex Pistols
Due giorni dopo l'ultimo concerto dei Pistols avvenuto negli Stati Uniti d'America, Vicious ebbe la sua prima overdose di eroina e tre giorni più tardi, durante un volo aereo verso New York, cadde in coma e venne portato d'urgenza in ospedale, dove i medici dichiarorono che il cantante sarebbe morto nel giro di pochi mesi se non avesse smesso immediatamente di bere. Tornato in patria, Vicious ruppe definitivamente i rapporti con Lydon, che aveva nuovamente tentato di separarlo da Nancy, e poi si trasferì per breve tempo a Parigi, sempre accompagnato dalla sua fidanzata Nancy, dove partecipò alle riprese del film (un falso documentario che aveva lo scopo di romanzare la storia della band) sui Sex Pistols La grande truffa del rock'n'roll (The Great Rock 'n' Roll Swindle), per il quale registrò una cover di My Way e alcune canzoni di Eddie Cochran, tra cui C'mon Everybody.
Nell'agosto del 1978 Vicious si trasferì a New York con Nancy e si esibì in un concerto d'addio con una band di supporto chiamata The Vicious White Kids, composta da Steve New, Glen Matlock e Rat Scabies. In seguito formò gli Idols, gruppo dalla breve vita con Barry Jones, Steve Dior, Arthur Kane e Jerry Nolan. L'unico album pubblicato dalla band, Sid Sings, composto esclusivamente da cover e dalle tracce di The Great Rock 'n' Roll Swindle, uscì nel 1979.

## La morte di Nancy Spungen
La sera dell'11 ottobre 1978 Vicious e Spungen tennero una festa nella stanza dell'hotel dove soggiornavano e, alle undici del mattino seguente, Nancy venne trovata morta nel bagno con un coltello conficcato nell'addome. In stato confusionale, Sid inizialmente ammise di averla uccisa, ma subito dopo dichiarò di non ricordarsi assolutamente nulla. Venne arrestato per omicidio di secondo grado in quanto unico indagato (l'arma del delitto venne identificata con un coltello da caccia Jaguar K-11 che la stessa ragazza aveva comprato a Vicious giorni prima) ma, in mancanza di prove, uscì su cauzione grazie alla Virgin Records, e non a Mick Jagger come molti tabloid di quell'epoca avevano diffuso come notizia. Alla polizia confessò che lui e Nancy quella sera avevano discusso, ma le testimonianze da lui stesso date non furono mai effettivamente confermate in quanto ritenute non attendibili. Egli affermò di averla accoltellata, ma di non aver avuto intenzione di ucciderla, ma subito dopo disse di non ricordarsi nulla di quanto accaduto, poi ancora, affermò che la ragazza cadde accidentalmente ferendosi.
Il 28 novembre Sid venne interrogato dal giornalista irlandese Bernard Clarke al quale ammise che la morte della Spungen doveva accadere e che la stessa ragazza aveva sempre affermato che sarebbe morta prima dei 21 anni. Sempre in questa intervista, alla domanda del giornalista su dove volesse essere, Sid risponderà sotto terra, a rivelare così il suo lato suicida e le sue manie autolesioniste, che non erano sicuramente nuove.
Poco dopo, il 7 dicembre, venne nuovamente arrestato per aver spaccato, in seguito ad una lite nata probabilmente dal fatto che Vicious stava importunando l'allora ragazza di Todd, una bottiglia di birra in faccia a Todd Smith, fratello della poetessa Patti Smith. Venne spedito in un'isola a New York, dove venne obbligato a disintossicarsi.

## Morte
Il 1º febbraio 1979, dopo aver completato il suo programma di disintossicazione, Vicious arrivò a Manhattan e incontrò il suo amico Peter Gravelle, il quale venne incaricato dal ragazzo di trovare dell'eroina per festeggiare la festa del suo rilascio. Passate le ore, i ragazzi si riunirono tra di loro, iniziando tutti a fare uso di droghe. Gravelle notò che Vicious stava per avere un'overdose verso le undici di sera. Robison, amica di Vicious nonché proprietaria dell'appartamento nella quale la festa si stava tenendo, diede così a Vicious un barbiturico per aiutarlo a dormire. Morì quella stessa notte a seguito di un'overdose. Robison e Beverley scoprirono il suo cadavere la mattina seguente, il 2 febbraio 1979.
La madre di Sid successivamente affermò che Vicious e Spungen fecero un patto suicida e che la morte di Vicious non era dunque accidentale, ma frutto di un piano elaborato dalla turbolenta coppia. Inoltre, secondo quanto affermato dalla madre, Sid Vicious lasciò un biglietto scritto a mano (che la madre trovò nella tasca di una delle giacche di pelle del figlio) nella quale esprimeva la sua volontà di esser sepolto vicino alla sua fidanzata Nancy con addosso i suoi jeans, la sua giacca di pelle e i suoi anfibi. Nonostante fossero queste le ultime volontà di Sid (o almeno, così è quanto stato affermato da Anne, dunque non si può affermare con certezza la veridicità delle affermazioni), la madre di Nancy, Deborah, non consentì che Sid venisse seppellito vicino a sua figlia. Il corpo venne così cremato, ma tuttora non si sa dove le sue ceneri siano state sparse. A tal riguardo, esistono due versioni sul destino delle ceneri: una afferma che vennero sparse sulla tomba della Spungen a Bensalem dalla madre del cantante (ipotesi che probabilmente è da scartare visto che la madre della Spungen ha sempre rifiutato), mentre un'altra narra che le ceneri di Sid, custodite dalla madre, tornarono nel Regno Unito, ma l'urna si ruppe non appena sbarcata all'aeroporto di Heathrow spargendosi per i locali.

## Citazioni in opere e in altri artisti

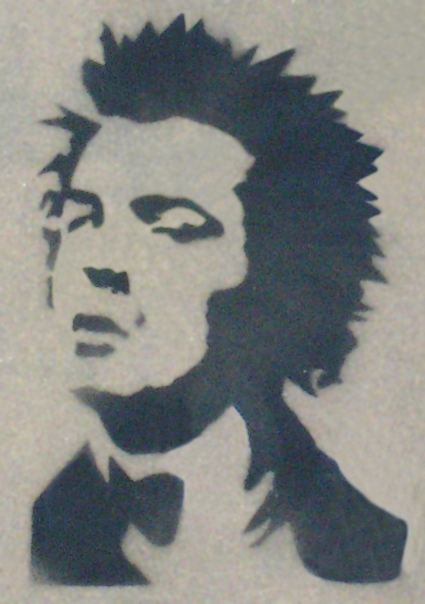
Street art raffigurante Vicious su un muro di Madrid

Il frontman dei Green Day Billie Joe Armstrong parlando della figura di Vicious disse: "Era tutto ciò che c'era di più figo nel punk rock: un rocker snello che aveva un temperamento particolare, una sorta di Elvis Presley, James Dean." Nel 2009 lo stesso John Lydon, al The Independent affermò: "Mi dispiace, Dio, per aver portato Sid nella band. Si è sentito così isolato e l'aspetto migliore del suo carattere, che era proprio l'umorismo, sparì proprio il giorno in cui entrò nei Sex Pistols." Il bassista dei Siouxsie and the Banshees ricorda Sid prima della droga. "Prima di diventare tossicodipendente, era uno dei ragazzi più simpatici. Aveva un senso dell'umorismo meraviglioso, era divertente, dolce e tenero."

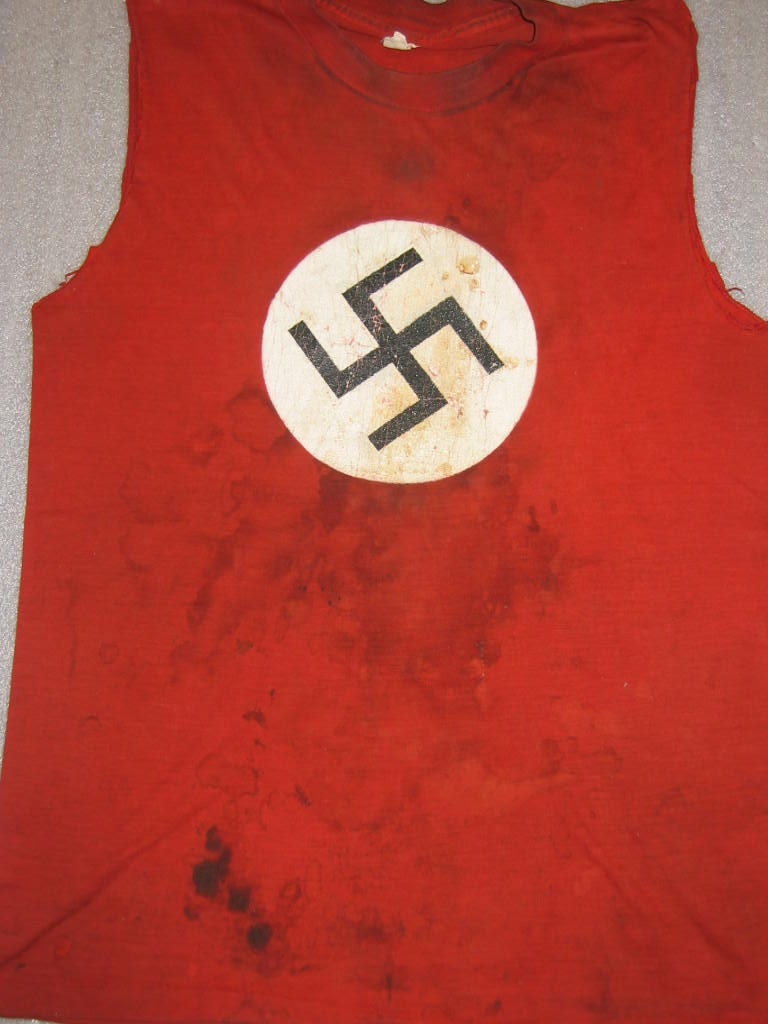
La celebre canottiera con la svastica spesso indossata provocatoriamente da Vicious

 Nel 1986 i Ramones includono la canzone "Love Kills" nell'album Animal Boy, come tributo a Vicious e Spungen. Il frontman dei The Clash, Joe Strummer, scrisse "Love Kills" e "Dum Dum Club" per la colonna sonora del film Sid and Nancy. Diverse band in giro per il mondo hanno dedicato migliaia di canzoni a Sid. Nel 2017 la cantautrice Phoebe Bridgers dedicò una canzone al cantante scomparso prematuramente, dal titolo Chelsea, proprio nel suo album di debutto Stranger in the Alps. La traccia inizialmente doveva essere una poesia sulla relazione tra Vicious e Spungen nei loro ultimi mesi di vita. Machine Gun Kelly (rapper), nel suo album Mainstream Sellout del 2022, ha incluso un brano intitolato "Sid e Nancy", su una coppia profondamente innamorata. La curiosità è che la canzone si conclude proprio con due spari consecutivi.
Nel noto manga Nana (manga) di Ai Yazawa, uscito per la prima volta in Italia da luglio 2002, è evidente come il personaggio di Ren Honjo, fan dei Sex Pistols e in particolare di Sid Vicious, prenda spunto dal ragazzo, non soltanto nell'aspetto da punkettaro, nella capigliatura, bensì anche dalla presenza di una catenina con lucchetto tipicamente usata da Vicious stesso in diverse occasioni.

## Discografia

### Discografia da solista
Album
- 1979 - Sid Sings, live album
- 1980 - Vicious Burger per il singolo CMon Everybody (Jamie Reid, ispirato da una foto di Sid mentre mangia)
- 1980 - Who killed Nancy - Live at Max's Kansas City, New York, 07-09-1978
- 1985 - Love Kills N.Y.C.
- 1986 - The Sid Vicious Experience – Jack Boots and Dirty Looks
- 1986 - The Vicious White Kids (con The Vicious White Kids)
- 1992 - Anarchy In The USA (con i Sex Pistols)
- 1995 - Sid Vicious with The Idols (con The Idols)
- 1997 - Never Mind the Reunion Here's Sid Vicious
- 1997 - Sid Dead Live
- 1997 - Sid Vicious Sings
- 1998 - Sid Vicious & Friends
- 1999 - Better (To Provoke a Reaction Than to React to a Provocation)
- 2000 - Probably His Last Ever Interview
- 2001 - Better
- 2003 - Vive le rock
- 2004 - Too Fast to Live...
- 2008 - Sid Lives
- 2008 - F#@k Off You C#%t
- 2009 - Sid! By Those Who Really Knew Him
- 2011 - The Chaos and Disorder Tapes
- 2015 - I'm A Mess

Album dal vivo
- 1979 - Sid Sings
- 1986 - Live At The Electric Ballroom London
- 1986 - Live At CBGB's New York
- 2003 - At The Electric Ballroom London

Raccolte
- 1986 - Sid v Eddie The Battle of The Rockers (split con Eddie Cochrane)
- 1989 - (Don't You Gimme) No Lip/(I'm Not Your) Steppin' Stone
- 1993 - Cult Heroes (split con Elvis Presley)
- 1996 - The Best of Sid Vicious
- 1997 - Never Mind The Reunion Here's Sid Vicious
- 2001 - Live At Max's Kansas City, NY 1978

Singoli
- 1978 - No One Is Innocent (A Punk Prayer by Ronald Biggs)/My Way (split con i Sex Pistols)
- 1979 - Heritage
- 2007 - Chatterbox/My Way
- My Way/Cosh The Driver (A Punk Prayer By Ronnie Briggs)

### Discografia con i Sex Pistols
- 1977 - Never Mind the Bollocks, Here's the Sex Pistols
- 1979 - The Great Rock 'n' Roll Swindle

## Filmografia

### Attore
- Sex Pistols Number One (1976) - cortometraggio
- Jubilee, regia di Derek Jarman (1978)
- Will Your Son Turn into Sid Vicious? (1978)
- The Punk Rock Movie, regia di Don Letts (1979)
- La grande truffa del rock'n'roll (The Great Rock 'n' Roll Swindle), regia di Julien Temple (1980) - falso documentario

### Film su Sid Vicious
- D.O.A. - Dead On Arrival (1981) - documentario
- Sid & Nancy, regia di Alex Cox (1986)
- The Comic Strip Presents: Demonella, regia di Paul Bartel (1993)
- Oscenità e furore (The Filth and the Fury), regia di Julien Temple (2000) - documentario
- In Search of Sid, a cura di Jah Wobble - documentario (BBC Radio 4, 2009)[12]
- Pistol, regia di Danny Boyle (2022) - miniserie televisiva